# Novaki Bizovački
Novaki Bizovački su naselje u općini Bizovac u Osječko-baranjskoj županiji. Naselje se nalazi na 90 metara nadmorske visine u nizini istočnohrvatske ravnice. Nalaze se na županijskoj cesti ŽC 4067 Bizovac (D2) - Brođanci- Martinci Čepinski (ŽC 4105).

## Stanovništvo
| broj stanovnika |       |       |       |       |       |       |       | 140   | 219   | 243   | 268   | 208   | 219   | 225   | 211   | 203   | 180   |
|                 | 1857. | 1869. | 1880. | 1890. | 1900. | 1910. | 1921. | 1931. | 1948. | 1953. | 1961. | 1971. | 1981. | 1991. | 2001. | 2011. | 2021. |

Iskazuje se kao naselje od 1931.

## Povijest
Prema popisu iz 1991. godine Novaki su imali 225 stanovnika. Pronađeni ostaci keramike sopotske, badenske i kostolačke kulture iz ranog i srednjeg eneolitika dokaz su rane naseljenosti na ovom naselju. U ratovima za oslobođenje od Turaka Novaki su bili opustošeni. Od nekadašnjeg sela postala je pustara, koja je tek poslije 1918. godine naseljena Hrvatima iz Dalmacije.

## Crkva
1997. godine posvećena je nova katolička crkva Sv. Ivana Krstitelja,koja pripada župi Sv. Ane u Brođancima i valpovačkom dekanatu Đakovačko-osječke nadbiskupije. Crkveni god ili kirvaj slavi se 24. lipnja.

## Šport
- NK Hajduk Novaki Bizovački (3. ŽNL Osječko-baranjska, NS Valpovo)

## Vanjske poveznice
- http://www.opcina-bizovac.hr